# رشته‌کوه ووستوچنی
رشته‌کوه ووستوچنی (انگلیسی: Eastern Range) یک رشته‌کوه در سرزمین کامچاتکای کشور روسیه است.